# Samtawissi
Samtawissi (georgisch სამთავისი; sɑmtʰɑvɪsɪ) ist ein Dorf in Georgien, in der Region Innerkartlien, in der Munizipalität Kaspi.
Es liegt am linken Ufer des Flusses Lechura und ist 11 Kilometer entfernt vom Munizipalitäts-Verwaltungszentrum Kaspi. Das Dorf hat 532 Einwohner (2014). Im Dorf liegt eine mittelalterliche georgische gleichnamige Kathedrale. In Samtawissi, in der Nähe der Kathedrale, finden archäologische Grabungen statt.